# Mind Games
Mind Games je studiové album britského zpěváka Johna Lennona. Jeho nahrávání probíhalo v Record Plant Studios v New Yorku od července do srpna 1973 a vyšlo v listopadu téhož roku u vydavatelství Apple/EMI Records.

## Seznam skladeb
Autorem všech skladeb je John Lennon.
| Pořadí         | Název                             | Délka |
| -------------- | --------------------------------- | ----- |
| 1.             | Mind Games                        | 4:13  |
| 2.             | Tight A$                          | 3:37  |
| 3.             | Aisumasen (I'm Sorry)             | 4:44  |
| 4.             | One Day (At a Time)               | 3:09  |
| 5.             | Bring on the Lucie (Freda Peeple) | 4:12  |
| 6.             | Nutopian International Anthem     | 0:03  |
| 7.             | Intuition                         | 3:08  |
| 8.             | Out the Blue                      | 3:23  |
| 9.             | Only People                       | 3:23  |
| 10.            | I Know (I Know)                   | 3:49  |
| 11.            | You Are Here                      | 4:08  |
| 12.            | Meat City                         | 2:45  |
| Celková délka: | Celková délka:                    | 40:41 |

## Obsazení
- John Lennon – zpěv, kytara, clavinet, perkuse
- Ken Ascher – klavír, varhany, mellotron
- Jim Keltner – bicí
- Rick Marotta – bicí
- Gordon Edwards – baskytara
- David Spinozza – kytara
- Arthur Jenkins – perkuse
- Sneaky Pete Kleinow – pedálová steel kytara
- Michael Brecker – saxofon